# Teona Bostaszwili
Teona Bostashvili (ur. 19 stycznia, 1988) – gruzińska pływaczka.

## Życiorys
Uczestniczka Letnich Igrzysk Olimpijskich w Rio de Janeiro w 2016. Zajęła 43 miejsce w rundzie kwalifikacyjnej Letnich Igrzysk Olimpijskich w Rio de Janeiro w 2016 w konkurencji 100 m stylem klasycznym kobiet.

## Wyniki

### Zawody międzynarodowe
| Rok  | Zawody               | Miejsce        | Konkurencja | Pozycja | Czas    | Źródło |
| ---- | -------------------- | -------------- | ----------- | ------- | ------- | ------ |
| 2016 | Igrzyska olimpijskie | Rio de Janeiro | pływanie    | 43      | 1:22,91 | [ 1 ]  |